# عيوش ماهيش كاديكار
عيوش ماهيش كاديكار ممثل هندي ولد في 5 أبريل 2000 في مومباي،الهند بدأ مشواره الفني عام 2008 .

## روابط خارجية
- عيوش ماهيش كاديكار على موقع IMDb (الإنجليزية)
- عيوش ماهيش كاديكار على موقع قاعدة بيانات الفيلم (الإنجليزية)